# Flávio Igor
Flávio Igor Rodrigues Silva Pereira Ferreira, hay Flávio Igor (sinh ngày 10 tháng 2 năm 1984) là một cầu thủ bóng đá người Bồ Đào Nha thi đấu cho Sousense.

## Sự nghiệp câu lạc bộ
Anh ra mắt chuyên nghiệp tại Giải bóng đá hạng nhất quốc gia Bồ Đào Nha cho Chaves vào ngày 8 tháng 11 năm 2009 trong trận đấu trước Santa Clara.

## Quốc tế
Anh đại diện Bồ Đào Nha tại Giải bóng đá U-19 vô địch châu Âu 2003 và giành vị trí á quân.